# Prijedor (Ciudad)
Prijedor (Ciudad) (en cirílico: Приједор) es la ciudad principal de la municipalidad de Prijedor, Republika Srpska, Bosnia y Herzegovina.
Prijedor es un centro urbano, comercial e industrial desarrollado, y al mismo tiempo es un buen anfitrión para algunas compañías internacionales conocidas y compañías de Bosnia y Herzegovina. Prijedor es la tercera comunidad local más grande de la República Srpska, después de Banja Luka y Bijeljina, y la séptima comunidad local más grande de Bosnia y Herzegovina. El área metropolitana total es de 834 kilómetros cuadrados.
Administrativamente, se encuentran dividido en Prijedor Centro y Prijedor 2.

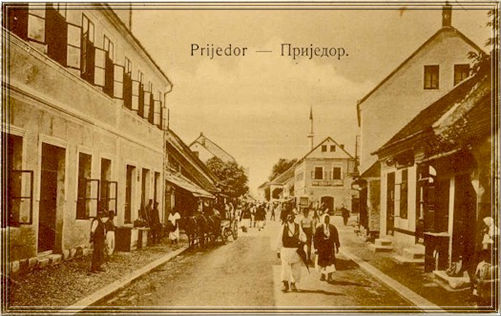
Vieja postal de Prijedor. 1910.

## Geografía
La ciudad de Prijedor se encuentra en la parte noroeste de Bosnia y Herzegovina (44°58'42.76"N- 16°43'8.32"E), en la entidad de la Republika Srpska, a orillas de los ríos Sana y Gomjenica y en las laderas de las alturas de Kozara. Prijedor se convirtió en un importante centro comercial y comercial gracias a los caminos romanos y la navegación del río Sana, así como al primer ferrocarril construido en 1873. Los edificios históricos y la infraestructura de los períodos otomano y austrohúngaro son característicos del paisaje urbano.
La ciudad de Prijedor tiene un gran potencial turístico debido a sus importantes recursos naturales, de los cuales la montaña Kozara y el río Sana son particularmente importantes, así como numerosas excursiones y sitios turísticos que ofrecen oportunidades para vacaciones activas.
Prijedor es una ciudad de diversa y rica vida cultural y artística. De lo clásico a lo alternativo, de lo aficionado a lo profesional, la multitud de lenguajes artísticos es un reflejo de la conciencia de los ciudadanos. Los portadores del desarrollo cultural en la ciudad son el Museo Kozara, la Biblioteca Nacional "Cirilo y Metodio", el Teatro de la Ciudad, la Galería '96, la Casa Memorial de la Familia Stojanovic y numerosas sociedades culturales y artísticas en el área de Prijedor.

## Historia de la ciudad
Aunque Prijedor es una de las ciudades más jóvenes de Bosnia y Herzegovina, los estudios arqueológicos del área en la que se encuentra confirmaron que el asentamiento comenzó hace casi 5.000 años. En la época prerromana y romana, en estas regiones vivía la tribu de Mezei, que junto con el Imperio Romano desaparecería de la escena mundial en el siglo quinto.
Durante los próximos 12 siglos, esta área fue gobernada por diferentes pueblos, croatas, húngaros, austriacos y de los turcos del siglo XVI. Solo el nombre de Prijedor aparecería en 1696 durante la guerra turco-austriaca, en el texto escrito en latín del comandante de las unidades del general croata, conde Baćani. Le tomó casi 50 años para que Prijedor reapareciera en la lista de asentamientos.
Paralelamente a la construcción de un pequeño fuerte turco en una isla creada artificialmente se desarrolló una sección cristiana en las inmediaciones, con la fusión de la cual, a partir de la segunda mitad del siglo XVIII, la ciudad se desarrollará más rápidamente. Ya en 1835, había una escuela primaria serbia en Prijedor y en 1885 la ciudad recibió la Sociedad de Canto de la Iglesia Serbia "Vila".
El desarrollo más rápido de la ciudad estará condicionado por el paso del ferrocarril a través de Prijedor en 1873, que, conectando Banja Luka con Dobrljina, fue el primer ferrocarril en la historia de BiH. Otra fecha importante para el desarrollo de la ciudad es 1882 cuando casi toda la ciudad fue quemada en un gran incendio.
Con la adopción del primer planeamiento urbano en 1901, Austria construye una ciudad en el espíritu de las ciudades modernas de Europa Central. En la ciudad misma, ya a principios del siglo XX, había una imprenta, una sala de lectura de la ciudad, una escuela municipal, una cetrería, los primeros clubes de tenis, fútbol y basquetbol. La ciudad se convierte en el centro comercial y artesanal de esta parte de la Krajina.
Durante la Segunda Guerra Mundial, la ciudad y toda el área de Kozara perdieron más de 45.000 habitantes, incluidos 18.000 niños. Después de la Segunda Guerra Mundial, la ciudad se desarrolló rápidamente, y la columna vertebral del desarrollo económico fue la Fábrica de Pulpa y la Mina de Mineral de Hierro en Ljubija.

## Población
| Composición de la Población - Ciudad de Prijedor | Composición de la Población - Ciudad de Prijedor | Composición de la Población - Ciudad de Prijedor | Composición de la Población - Ciudad de Prijedor | Composición de la Población - Ciudad de Prijedor | Composición de la Población - Ciudad de Prijedor |
| ------------------------------------------------ | ------------------------------------------------ | ------------------------------------------------ | ------------------------------------------------ | ------------------------------------------------ | ------------------------------------------------ |
|                                                  | 2013                                             | 1991                                             | 1981                                             | 1971                                             | 1961                                             |
| Total                                            | 29.555                                           | 34.635 (100%)                                    | 29.449 (100%)                                    | 22.223 (100%)                                    | 11.847 (100%)                                    |
| Varones                                          | 14.038                                           | -                                                | -                                                | -                                                | -                                                |
| Mujeres                                          | 15.517                                           | -                                                | -                                                | -                                                | -                                                |
| Bosniacos                                        | 4.812                                            | 13.388 (38,65%)                                  | 10.173 (34,54%)                                  | 9.433 (42,45%)                                   | 574 (13,29%)                                     |
| Serbios                                          | 22.514                                           | 13.927 (40,21%)                                  | 10.478 (35,58%)                                  | 9.454 (42,54%)                                   | 6.233 (52,61%)                                   |
| Croatas                                          | 681                                              | 1.757 (5,073%)                                   | 1.689 (5,74%)                                    | 1.727 (7,77%)                                    | 1,348 (11,38%)                                   |
| Bosnios                                          | 75                                               | -                                                | -                                                | -                                                | -                                                |
| Gitanos                                          | 163                                              | -                                                | 58 (0,197%)                                      | -                                                | -                                                |
| Musulmanes                                       | 118                                              | -                                                | -                                                | -                                                | -                                                |
| Bosnio y Herzegovinos                            | 8                                                | -                                                | -                                                | -                                                | -                                                |
| Albaneses                                        | 8                                                | -                                                | 51 (0,173%)                                      | 51 (0.229%)                                      | 13 (0.110%)                                      |
| Yugoslavos                                       | 80                                               | 4.282 (12,36%)                                   | 6.455 (21,95%)                                   | 1.063 (4,78%)                                    | 2.452 (20,70%)                                   |
| Ukranianos                                       | 79                                               | -                                                | -                                                | -                                                | -                                                |
| Montenegrinos                                    | 30                                               | -                                                | 78 (0,265%)                                      | 86 (0,387%)                                      | 35 (0,295%)                                      |
| Eslovenos                                        | 50                                               | -                                                | 54 (0,183%)                                      | 40 (0,180%)                                      | 53 (0,447%)                                      |
| Ortodoxos                                        | 35                                               | -                                                | -                                                | -                                                | -                                                |
| Macedonios                                       | 8                                                | -                                                | 13 (0,044%)                                      | 16 (0,072%)                                      | 32 (0,270%)                                      |
| Húngaros                                         | -                                                | -                                                | 12 (0,041%)                                      | 11 (0,049%)                                      | 6 (0,051%)                                       |
| Otros                                            | 167                                              | 1.281 (3,699%)                                   | 378 (1,284%)                                     | 342 (1,539%)                                     | 101 (0,853%)                                     |
| Sin declarar                                     | 439                                              | -                                                | -                                                | -                                                | -                                                |
| Desconocidos                                     | 291                                              | -                                                | -                                                | -                                                | -                                                |